# IC 4423
IC 4423 — компактная вытянутая спиральная галактика типа Sbc в созвездии Волопас.
Этот объект входит в число перечисленных в оригинальной редакции «Нового общего каталога».
В галактике вспыхнула сверхновая SN 2001ay типа Ia, её пиковая видимая звездная величина составила 16,9.
В галактике вспыхнула сверхновая SN 2005T типа II, её пиковая видимая звездная величина составила 18,4.